# San José Buenavista, Tochtepec
San José Buenavista är en ort i Mexiko.   Den ligger i kommunen Tochtepec och delstaten Puebla, i den sydöstra delen av landet, 150 km sydost om huvudstaden Mexico City. San José Buenavista ligger 1 970 meter över havet och antalet invånare är 185.
Terrängen runt San José Buenavista är platt norrut, men söderut är den kuperad. Terrängen runt San José Buenavista sluttar västerut. Runt San José Buenavista är det ganska tätbefolkat, med 60 invånare per kvadratkilometer. Närmaste större samhälle är Tecamachalco, 14,2 km nordost om San José Buenavista. Trakten runt San José Buenavista består i huvudsak av gräsmarker.